# Ruby in Paradise
Ruby in Paradise ist ein US-amerikanisches Filmdrama aus dem Jahr 1993. Regie führte Victor Nuñez, der auch das Drehbuch geschrieben hatte.

## Handlung
Ruby Lee Gissing, um die zwanzig und aus Tennessee, zieht in eine vom Fremdenverkehr lebende Stadt in Florida, wo sie ein neues Leben beginnen will. Dort bekommt sie in einem Laden einen Job als Verkäuferin. Sie lernt Ricky Chambers kennen, den Sohn ihrer Chefin Mildred Chambers. Sie trifft sich regelmäßig mit ihm. Später macht sie Schluss mit ihm und trifft sich mit dem Arbeiter Mike McCaslin.

## Kritik
James Berardinelli schrieb auf ReelViews, es gebe dutzende Filme über das Erwachsenwerden eines männlichen Protagonisten – was man nicht sagen könne, wenn die Hauptfigur eine Frau sei; besonders wenn die Geschichte mit „Intelligenz und Feingefühl“ erzählt sei. Dies mache den Film „rar und willkommen“. Die Darstellung von Ashley Judd bringe sämtliche Aspekte des gespielten Charakters zum Vorschein. Es sei eine Schande, dass man Judd dafür nicht für den Oscar nominiert habe.
Roger Ebert schrieb in der Chicago Sun-Times vom 26. November 1993, der „wundervolle“, „atemberaubende“ und lebensfrohe Film beschreibe eine junge Frau, die die wahre Freiheit finde, indem sie wisse, was sie tun möchte und fähig sei, es zu tun. Ashley Judd gebe eine der besten Darstellungen des Jahres („one of the very best performances of the year“). Die subtile Art, in der die Beziehungen von Gissing gezeigt würden, sei erfrischend.

## Auszeichnungen
Víctor Núñez gewann 1993 auf dem Sundance Film Festival den Großen Preis der Jury. Ashley Judd gewann 1994 den Independent Spirit Award als beste Hauptdarstellerin. Víctor Núñez als Regisseur wie auch als Drehbuchautor, Keith Crofford, Todd Field und Alex Vlacos waren ebenfalls für den Independent Spirit Award nominiert. Ashley Judd gewann 1994 den Chicago Film Critics Association Award in der Kategorie „Vielversprechendste Schauspielerin“.

## Hintergrund
Der Film wurde in Panama City (Florida) und in Tampa (Florida) gedreht. Seine Produktionskosten betrugen schätzungsweise 800 Tsd. US-Dollar. Der Film hatte seine Weltpremiere im Januar 1993 auf dem Sundance Film Festival. Er spielte in den Kinos der USA ca. eine Million US-Dollar ein.